# Como Eu Festejei o Fim do Mundo
O filme Como eu festejei o fim  do mundo (Cum mi-am petrecut sfârşitul lumii em romeno) é uma co-produção romena e francesa de 2006, do gênero drama, dirigido por Catalin Mitulescu.

## Sinopse
Durante o regime do ditador Nicolae Ceausescu na Romênia, Eva e o namorado acidentalmente quebram um busto do ditador. Ela acaba sendo expulsa do colégio em que estudavam e mandada para um reformatório. Seu irmão Lalalilu, de apenas 7 anos, desejava vingar-se pelo fato de a irmã ter sido mandada para longe. Ele, então, planeja um atentado contra Ceausescu.

## Caraterísticas
Juntamente com A Leste de Bucareste (A fost sau n-a fost?, título original) e 4 meses, 3 semanas e 2 dias (4 luni, 3 săptămâni şi 2 zile, título original), o filme é um exemplar da nova e premiada geração do cinema romeno.

## Elenco
- Doroteea Petre .... Eva Matei
- Timotei Duma .... Lalalilu Matei
- Ionuţ Becheru .... Alexandru «Vomică»
- Cristian Văraru .... Andrei
- Carmen Ungureanu .... Maria Matei
- Mircea Diaconu .... Grigore Matei
- Grigore Gonţa .... Ceauşică
- Marius Stan .... Tarzan
- Marian Stoica .... Silvică